# Sport nell'antica Roma

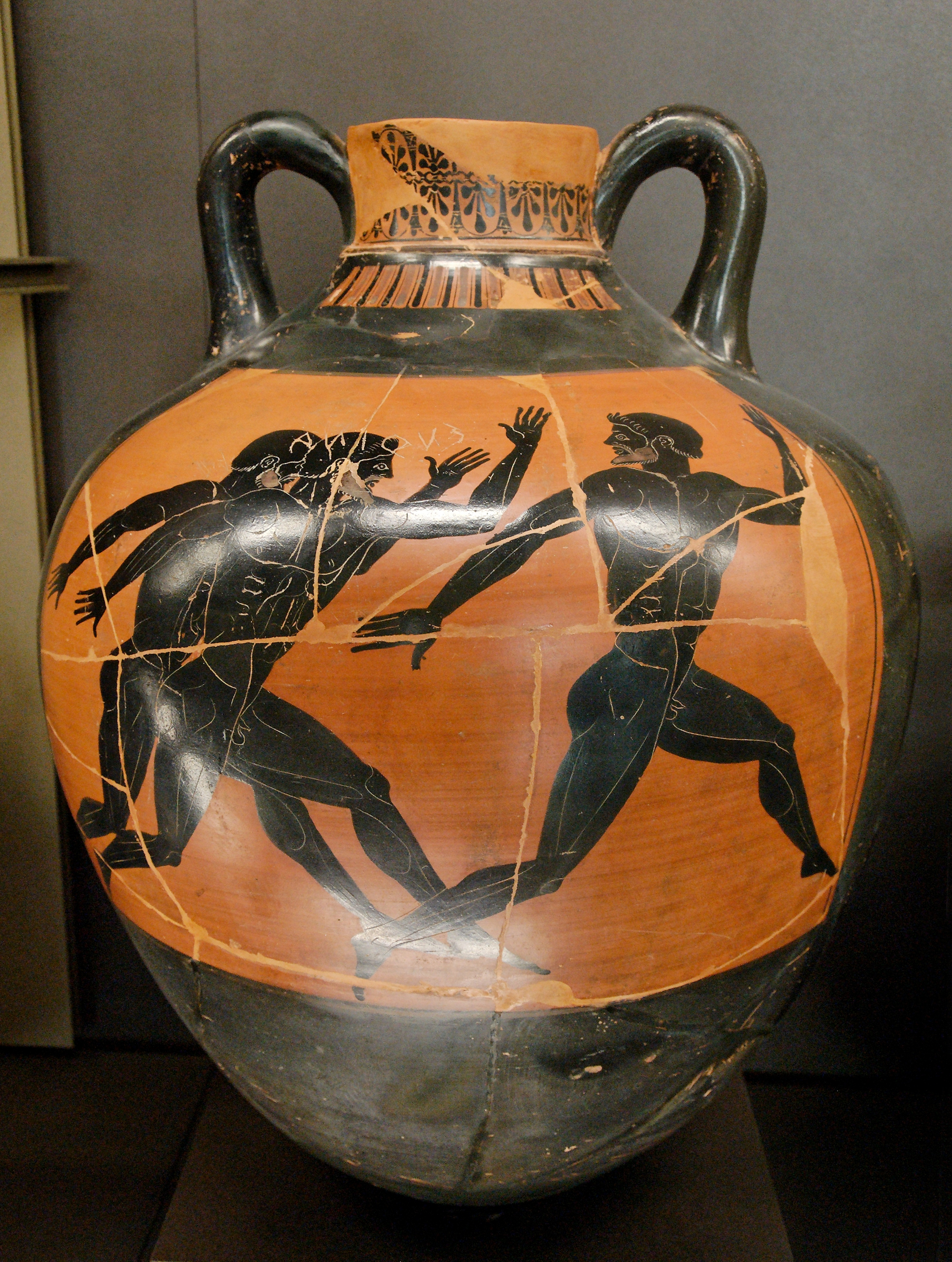
Corsa a piedi. Lato B in un'anfora panatenaica del VI secolo circa a.C.

I principali  sport nell'antica Roma erano: il pancrazio, la lotta, il pugilato, la corsa, il lancio del giavellotto, il lancio del disco, il lancio del peso, che erano stati presi a modello dalla Grecia.
La concezione dello sport nell'antica Roma però non rifletteva la predilezione della cultura greca per le attività atletiche non professionali, per gli agoni (ἀγῶνες), gare incruente riguardanti non solo lo sport ma anche diversi campi delle attività umane, dove il vincitore riceveva un premio per aver dimostrato, secondo la mentalità greca, le sue superiori doti fisiche e morali.

## L'avversione per i giochi greci
Quarant'anni prima della conquista della Grecia, prima ancora che la sua civiltà influisse su quella romana, i certamina graeca, come quelli istituiti da Marco Fulvio Nobiliore nel 186 a.C., erano considerati dalla società romana esibizioni immorali prive di quelle finalità pratiche che davano senso all'addestramento ginnico militare per l'esercizio della guerra.
Scriveva l'intellettuale Tacito che temeva, come quella parte della società romana più legata alle tradizioni, che le raffinatezze greche potessero invalidare gli antichi valori:
(Tacito, Annales, XIV, 20)
Nello stesso senso va considerata l'avversione della classe senatoria per quegli imperatori infatuati dalla civiltà greca come Caligola o lo stesso Nerone che suscitava scandalo dilettandosi di partecipare personalmente ai giochi.
La nudità degli atleti poi, che presso i Greci stava a rappresentare la bellezza della vittoria sportiva, disturbava il senso del pudore dei Romani che alla fine operarono una incisiva modifica di costume, già delineatisi nella cultura greca, dando vita a una classe di specialisti e professionisti nelle attività sportive della quale poteva far parte chiunque, senza distinzione di appartenenza sociale, come dimostra il ritrovamento nel 1959 in una tomba del V secolo a.C. del cosiddetto Atleta di Taranto dove emerge la funzione sociale dell'evento atletico, non più legato a significati religiosi e alla dimostrazione della preminenza della classe nobiliare, ma come espressione di una forma di intrattenimento.

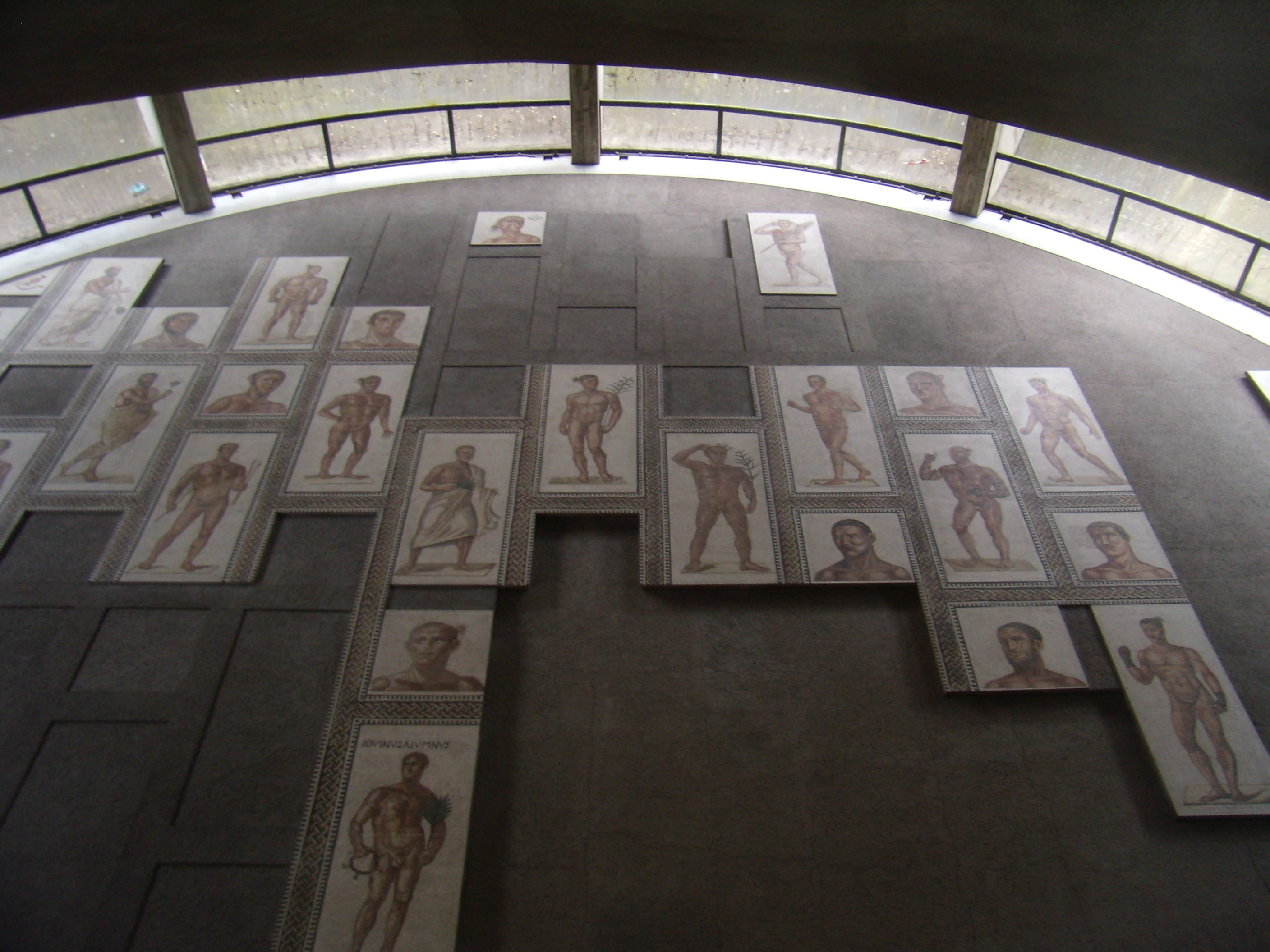
Atleti romani nei mosaici delle Terme di Caracalla

L'ideale greco per cui l'atleta rappresentava l'ideale dell'equilibrio armonico, che ciascuno doveva cercare di perseguire tra il corpo e la mente, andava perso invece proprio con la specializzazione fisica come sosteneva il celebre Galeno (129-201) che criticava l'esasperato atletismo, nemico della salute e causa di abbrutimento di atleti che pensavano solo a «mangiare, bere, dormire, evacuare e rotolarsi nel fango.» e che si riducevano a una massa informe di carne e sangue dove l'anima annega.

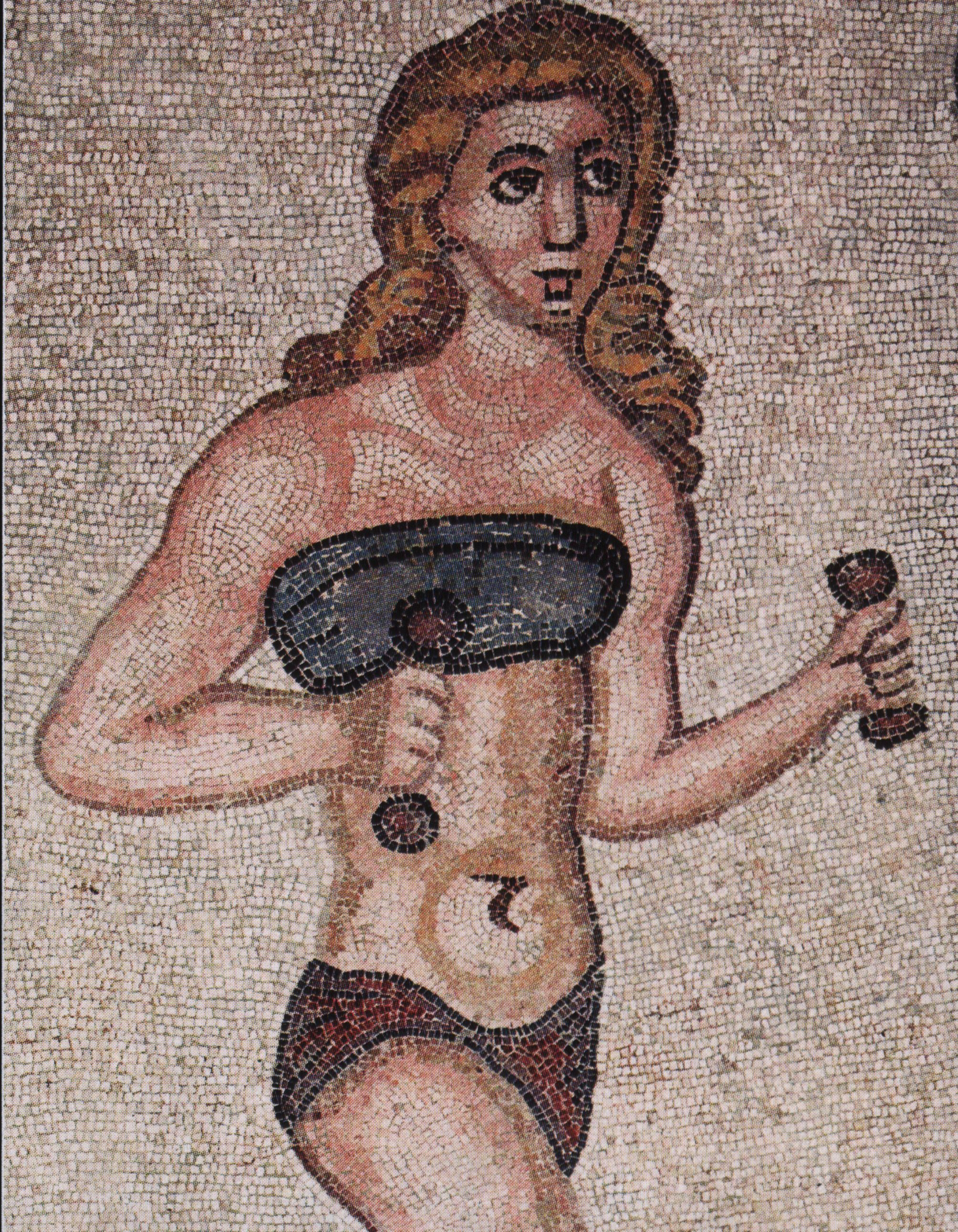
Giovane donna con i manubri. Mosaico nella Villa romana del Casale

Una descrizione dell'atleta, quella di Galeno, che trova riscontro nei mosaici provenienti dalle Terme di Caracalla (212-217), oggi conservati ai Musei Vaticani, o in quelli nella villa romana del Casale (Piazza Armerina) del IV-V secolo, dove l'atleta è raffigurato con un corpo tozzo e sgraziato nella muscolatura, molto diverso da quello raffigurato in molte statue della Grecia classica.
Costituiscono invece un'eccezione più unica che rara la rappresentazione dello sport, sempre nei mosaici di Piazza Armerina, dove compaiono le palestrite, eccezionale esempio nell'antichità di sport femminile.
L'attività sportiva viene invece spesso assimilata agli spettacoli del circo come quelli che si svolgevano nello stesso ambiente dell'ippodromo dove le prestazioni ginniche, come la lotta e il pugilato, si svolgevano insieme alle corse delle quadrighe o ai giochi molto apprezzati dal pubblico, di funambolismo dei desultores, capaci di saltare da un cavallo all'altro in corsa o saltare a cavallo una quadriga.
In conclusione secondo la moderna storiografia dello sport si può sostenere che

## I tentativi falliti di introdurre i giochi greci a Roma
(Aristide Calderini, Enciclopedia Italiana (1929) alla voce "Agoni")
Per moderare la virulenza dei cruenti spettacoli del circo, che scandalizzava la parte più moderata dei Romani, Augusto ripropose i tentativi sporadici di Silla, Pompeo e Cesare di introdurre a Roma i giochi greci dove prevaleva lo spirito agonistico e nei quali la gara serviva a fortificare il corpo non a distruggerlo.

Per celebrare la sua vittoria su Marco Antonio e Cleopatra nel 28 a.C. istituì ad Azio e a Roma gli Actica di cui però già nel 16 d.C. gli autori romani avevano perso memoria. Come pure non durarono i giochi Troiani che egli 
(Svetonio, Augustus, 43.)
Nerone cercò di rinnovare in Roma i giochi greci con i Neronia che dovevano essere celebrati in Roma periodicamente e che consistevano in prove di resistenza fisica, di canto e poesia. Vi fu qualche senatore che partecipò alle prime gare ma nessuno osò gareggiare nelle seconde dove primeggiava lo stesso imperatore.

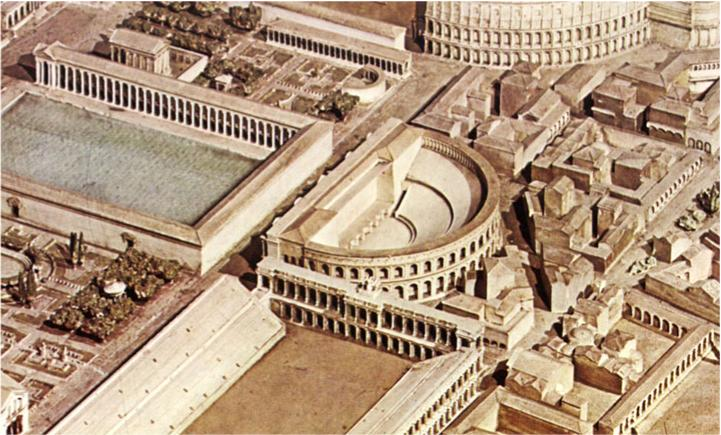
Modello ricostruttivo dell'Odeon (al centro) e dello Stadio di Domiziano (in basso).

Anche queste furono dimenticate e solo Domiziano riuscì a rendere duraturi i giochi greci istituendo nell'86 l'Agon Capitolinus dove venivano premiate dallo stesso imperatore in occasioni alterne le gare di corsa, di eloquenza, di pugilato, di poesia latina, del lancio del disco, di poesia greca, del lancio del giavellotto, di musica. Le gare atletiche si svolgevano nel Circus Agonalis, fatto appositamente erigere dall'imperatore, mentre per quelle intellettuali fu costruito l'Odeon.
L'Agon Capitolinus rimase in voga anche dopo la morte del suo fondatore: Marziale ne scrisse le lodi e l'imperatore Flavio Claudio Giuliano continuò ad interessarsene, ma le gare si tenevano ogni quattro anni e i luoghi destinati ad accoglierle avevano una disponibilità di posti molto limitata rispetto a quelli del Colosseo. In effetti questi giochi erano poco apprezzati dal pubblico e l'alta società romana ne criticava la prevalenza di motivi stranieri e l'immoralità dei nudi degli atleti.
I giochi greci continuarono così ad essere osteggiati dai romani: Plinio il Giovane approvò la decisione del Senato di proibirli a Vienna Lugdunense e scrisse: «Vorrei che si potesse sopprimerli anche a Roma.»
I munera invece vedevano una folta partecipazione del popolo che ne apprezzava la brutalità che alcuni imperatori tentarono di diminuire: Adriano proibì che della schiera dei gladiatori facesse parte uno schiavo senza il suo consenso, Traiano, Marco Aurelio, tentarono di estendere la parte dello spettacolo dedicata alla lusio diminuendo così il tempo per i combattimenti reali dei gladiatori e cercarono di ridurre le spese statali per i munera che tuttavia mantennero l'aspetto di quello spettacolo dove «l'uomo gode di nutrirsi del sangue umano» (iuvat humano sanguine frui)
Finalmente l'imperatore cristiano Costantino il 1º ottobre 326 decretò che le condanne ad bestias fossero sostituite dai lavori forzati ad metalla ed eliminò la primaria fonte di reclutamento dei gladiatori.